# Sandy Maendly
Sandy Maendly (4 aprile 1988) è un'ex calciatrice svizzera, di ruolo centrocampista.
Ha giocato, oltre che in Svizzera, anche in Italia, conquistando numerosi trofei sia in patria che all'estero, concludendo la carriera con il Servette Chênois nel 2022. Ha indossato inoltre la maglia della nazionale rossocrociata collezionando, tra il 2006 e il 2022, 89 presenze, realizzando 12 reti e disputando l'Europeo di Inghilterra 2022.

## Caratteristiche tecniche
Sandy Maendly è una giocatrice versatile che predilige il ruolo di centrocampista con propensione offensiva.

## Carriera

### Club
Sandy Maendly si appassiona al gioco del calcio fin da piccola, iniziando a giocare dall'età di 10 anni nelle formazioni giovanili miste per passare, nel 2000, alla sua prima squadra interamente femminile, la Signal FC Bernex – Confignon. Dopo altre quattro stagioni nel 2004 compie il primo importante passo nella carriera professionale, siglando un contratto per giocare nella divisione femminile del Football Féminin Chênois Genève, società di calcio rappresentativa delle città di Thônex, Chêne-Bourg e Chêne-Bougeries e iscritta alla Lega Nazionale B, secondo livello del campionato svizzero femminile di calcio. Dopo altri due campionati, durante il calciomercato estivo 2006-2007 si trasferisce al Berna (FFC Bern) facendo il suo debutto in Lega Nazionale A e conquistando nel 2008 la Coppa Svizzera. Milita nella società bernese fino all'affiliazione con lo Young Boys, che dalla stagione 2009-2010 ne diviene la sua sezione femminile assumendone i colori sociali (giallo e nero). Tra le due realtà bernesi gioca cinque stagioni consecutive, realizzando complessivamente 34 reti, 8 nell'ultima dove contribuisce alla conquista del primo posto in campionato, disputando inoltre tre finali di Coppa di Svizzera, le ultime due entrambe perse con l'Yverdon.
Contattata dalla Torres, nel 2011 decide di firmare un contratto con la società sassarese che arriva da una stagione chiusa con la conquista del quinto scudetto e dell'ottava Coppa Italia.
Con le isolane inizia la sua avventura in terra sarda che prosegue per tre stagioni consecutive, con un tabellino personale di 80 incontri giocati in Serie A e 18 reti siglate, e che annovera due scudetti e tre Supercoppe. Grazie ai risultati ottenuti dalla società italiana ha inoltre l'occasione per debuttare in un campionato internazionale per club, la UEFA Women's Champions League, il 27 settembre 2011 in occasione dell'incontro di andata dei sedicesimi di finale, dove la Torres supera fuori casa le israeliane dell'ASA Tel-Aviv con il risultato di 2-0.
Al termine della stagione 2013-2014 decide di lasciare la Torres per accasarsi all'AGSM Verona. La sua prima stagione con la maglia gialloblu è funestata da un grave infortunio di gioco ad un ginocchio che le procura la rottura del legamento crociato nella prima parte della stagione dopo solo quattro partite. Riesce ad essere impiegata solo alla 26ª ed ultima giornata, portando a cinque gli incontri complessivi disputati e, benché con stagione compromessa e una sola rete siglata, al termine del campionato conquista il suo terzo scudetto personale e il quinto titolo di Campione d'Italia per la società.
Durante il calciomercato invernale 2015 lascia la squadra veronese per far ritorno in Svizzera, sottoscrivendo un accordo con il Neunkirch per giocare in [Lega Nazionale A la seconda parte della stagione 2015-2016. Con il Neunkirch ha vinto il campionato e la Coppa Svizzera nella stagione 2016-2017, conclusasi con la rinuncia del Neunkirch all'iscrizione alla stagione successiva e lo svincolo di tutte le sue calciatrici.
Dopo il ritiro del Neunkirch dal campionato svizzero, da svincolata, nel luglio 2017 ha trovato un accordo con il Madrid CFF, squadra spagnola neopromossa nella Primera División, massima serie del campionato spagnolo.. Rimane con la società madrilena fino all'inizio del 2018 quando decide di far ritorno in patria, convinta dalla dirigenza del Servette Chênois ad abbracciare il progetto che vede la società puntare alla promozione in LNA giocando la seconda parte della stagione in Lega Nazionale B.

### Nazionale
Maendly inizia ad essere convocata dall'Associazione Svizzera di Football alle selezioni per le giovanili della nazionale di calcio femminile svizzera, iniziando dalla formazione Under-17 con la quale gioca 5 incontri.
Gioca la sua prima partita internazionale con la maglia rossocrociata della nazionale svizzera Under-19 il 21 settembre 2004, nel match vinto dalla Svizzera per 5 a 0 contro la pari rappresentativa della Grecia nel primo turno di qualificazione al Campionato Europeo UEFA di categoria di Ungheria 2005. In quell'occasione condivide con le compagne l'accesso alla fase finale, conclusasi con l'eliminazione alla fase a gironi. Maendly continua ad essere convocata anche nella successiva fase finale degli Europei di 2006, con la Svizzera qualificata direttamente essendo nazione organizzatrice. Inserita nel girone B, anche in quest'occasione la nazionale non riesce a superare la fase a gironi. Con la formazione Under-19 colleziona in tutto 31 presenze con 3 reti segnate, delle quali 19 con una rete in competizione ufficiali UEFA.
Scaduti i termini per rimanere nella compagine inferiore passa alla Nazionale maggiore, facendo il suo debutto il 22 aprile 2006 al Richmond Park di Dublino, nella partita giocata con la Nazionale irlandese valida per le qualificazioni al Mondiale di Cina 2007 e persa per 2-0.
In seguito viene selezionata per le qualificazioni agli Europei di categoria, nelle edizioni 2009 e 2013, senza riuscire a passare i gironi eliminatori, quindi alle qualificazioni al Mondiali femminili, senza successo per Germania 2011 ma centrando la storica qualificazione in quelli di Canada 2015. L'infortunio patito nel campionato italiano però gli preclude l'inserimento in rosa per il torneo, dichiarata non idonea nell'iniziale lista delle 34 atlete convocate stilata dall'Associazione Svizzera di Football il 13 maggio 2015 e rimanendo esclusa dalla lista delle calciatrici a disposizione della selezionatrice, la tedesca Martina Voss-Tecklenburg.

## Palmarès
- Campionato italiano: 3

Torres 2011-2012, 2012-2013
AGSM Verona: 2014-2015
- Coppa Italia: 1

Torres: 2010-2011
- Supercoppa italiana: 3

Torres: 2011, 2012, 2013
- Campionato svizzero: 3

Young Boys: 2010-2011
Neunkirch: 2016-2017
Servette Chênois : 2020-2021
- Coppa Svizzera: 1

Neunkirch: 2016-2017